# Refinament del sucre
El refinament del sucre és un procés de tractament del sucre que va sorgir el segle v a l'Índia. Durant molts anys es va tractar d'un producte car que no estava a l'abast de tothom, fins que les innovacions tecnològiques van permetre maximitzar la seva producció.
Avui en dia, el sucre refinat es molt present en totes les cases i forma part d'una gran quantitat de plats. Abans d'arribar a la taula, ha de passar per una llarga llista de processos per tal que aquest producte tingui l'aspecte i propietats que li associem. Aquests tractaments abarquen des del primer tractament a la canya de sucre tal com es recull dels camps fins a la formació dels cristalls blancs que coneixem, i serà a través d'aquests processos que el producte final adquirirà la seva forma, mida i color.

## Etapes

### Abans del procés de refinament

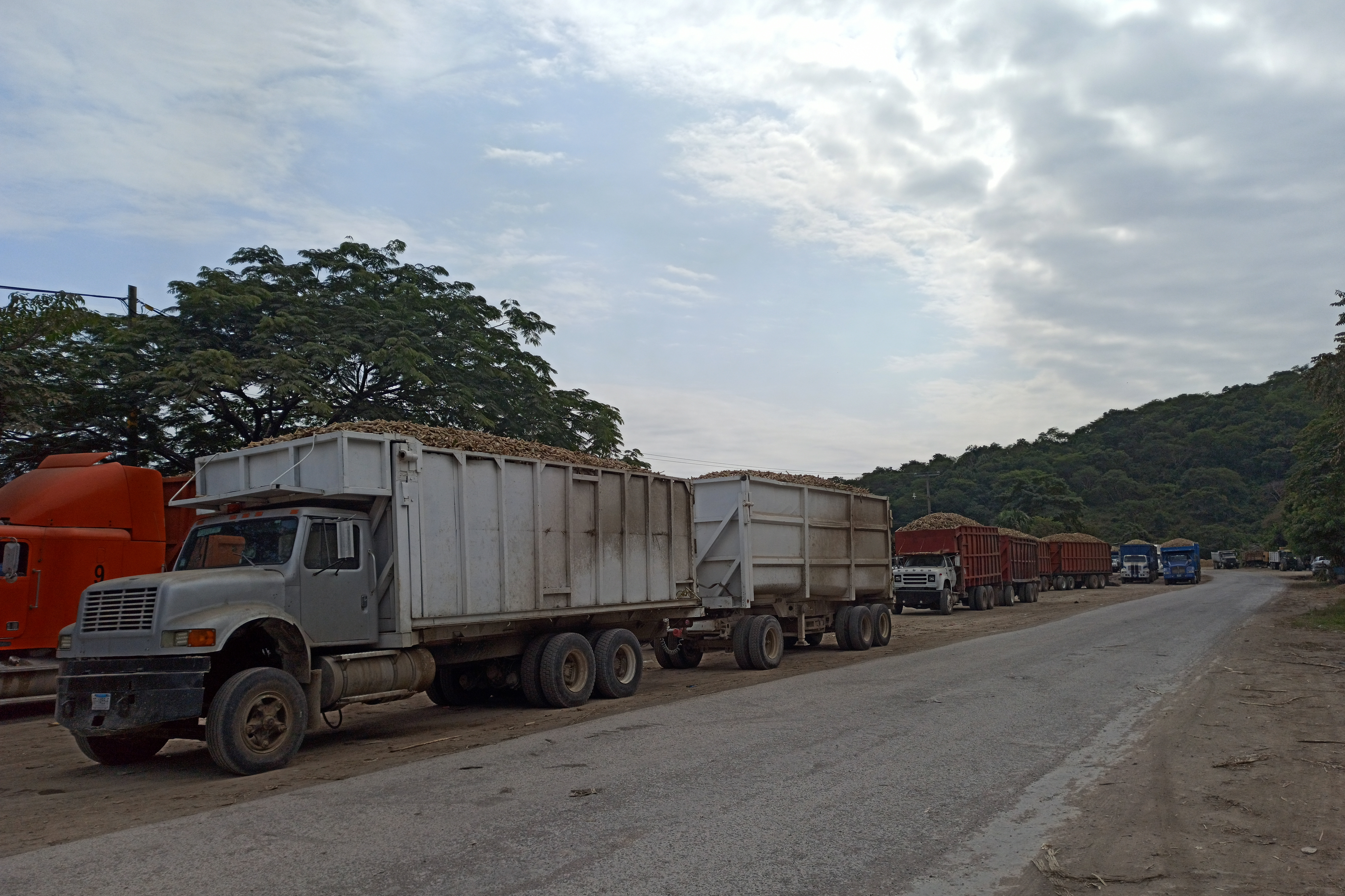
Camions que transporten canya de sucre.

El procés de refinació té lloc en refineries. Aquestes poden ser adossades a molins de canya o poden ser instal·lacions soles. En aquest segon cas, el sucre cru es llançarà a l'engreixament a granel amb barca, ferrocarril o camió per a descarregar-se en el magatzem de sucre cru. El sucre en brut se sotmetrà a l'extracció de metall i de deixalles com fulles i restes vegetals que no interessen per als passos posteriors i els grans trossos es trituraran abans de la transferència al mesclador per començar a refinar-se.

### Afinació
La primera operació del refinament del sucre de canya és el procés d'afinació. Aquest procés té com a objectiu eliminar la capa de xarop que cobreix els cristalls de sucre cru per l'objectiu d'un procés de centrifugació. El temps de contacte i la temperatura han de ser tals que s'aconsegueixi suavitzar la capa de xarop original.
El pH de la canya de sucre és baix (al voltant de 4,5 - 5.5); s'hi afegeix la calç per tal d'augmentar el pH: en arribar a un pH neutre, els àcids que causarien la conversió de sacarosa en fructosa i la glucosa són neutralitzats. Quan l'òxid de calci (CaO) augmenta el pH fins a 11.0 - 11.5, juntament amb l'augment de la temperatura del suc de la canya de sucre al seu punt d'ebullició, els orgànics dissolts precipiten.
El procés d'afinitat es realitza en dos passos:

#### 1. Mesclador
El sucre cru es barreja en un gran mesclados amb una combinació de molasses i aigua calenta, conegut com a "xarop d'afició". Durant aquest procés s'utilizen mecanògrafs especials, amb agitació lenta i escalfament de fins 45 °C: una temperatura adequada i el temps de contacte son essencials per aconseguir la l'estovament del xarop original.
Els cristalls de sucre es freguen els uns contra els altres per tal d'aconseguir la suavització de la capa original de xarop. El producte d'aquesta barreja s'anomena “magma”.
Per evitar la inversió a sacarosa, es pot afegir calç al xarop per mantenir un pH superior a 7,2 en el xarop separat durant la centrifugació posterior. L'excés de xarop d'afinitat passa per un procés anomenat recuperació.

#### 2. Centrifugadora d'afinació
Sortint del mesclador, el magma viatja cap a les centrifugadores d'afinació. Un exemple de centrifugadora és la centrifuga en batch: té una cistella amb una pantalla d'acer inoxidable, que gira al voltant d'un eix vertical. A causa de la força centrífuga, el magma es distribueix cap amunt i es pressiona a una pantalla de malla fina; durant aquest procés, el xarop passa a través dels forats de la pantalla, mentre els cristalls romanen a la pantalla.
Després de la separació del xarop, els cristalls de sucre es renten amb aigua calenta; això esbandeix qualsevol molassa restant. Després de rentar-se, la centrifugació continua per eliminar l'excés d'aigua dels cristalls; després d'un període d'alta velocitat, el sucre es descarrega del el fons de la cistella; aquest sucre ara es fon amb aigua en els recipients. La temperatura d'escalfament no ha de superar els 85 °C, i el temps de contacte ha de ser de 20 minuts o menys per evitar la degradació del sucre i la formació de color.
El xarop d'afinitat s'emmagatzema i s'escalfa al voltant de 76 °C, abans de ser barrejat amb sucre cru per formar magma d'afinitat.
Es permet que el nou producte surti de la centrifugadora per definir-lo més endavant.

### Clarificació
El procés de clarificació té com a finalitat l'eliminació de partícules no desitjades del producte. Per fer aquest procés es troben tres clarificants principals: la calç, la bentonita i el carbó actiu (també utilitzat en el procés de decoloració).
Per poder valorar el resultat del procés de clarificació hi ha diferents mesures indicadores de les quals destaquen: claror i puresa del suc obtingut. Un mal procediment en la clarificació pot donar com a resultat una pèrdua de sucre, un color insatisfactori en el producte final i un alt contingut de sofre en el xatop resultant.

### Decoloració
En aquesta etapa, el licor es fa passar per un sistema de cisternes amb carbó actiu o polimers de resines sintètiques, i té com a finalitat retenir tots aquells agents que aporten color al producte aconseguint així el color blanc del sucre que es troba al mercat. La funció d'aquests materials en el procés de decoloració del sucre és adsorbir (no confondre amb absorbir) les impureses i substàncies colores presents en el cru, quedant aquestes atrapades en els pors del carbó o les resines.
El carbó es pot trobar en forma de pols fina, grànuls o blocs comprimits, però la forma més utilitzada en el procés de la decoloració és en forma de pols, ja que maximitza la superfície de contacte entre el carbó i el líquid. Aquest polssim de carbó serà posteriorment filtrat i netejat per regenerar la capacitat d'adsorció i permetre la seva reutilització en posteriors cicles de decoloració. Existeixen tres tipus de carbó actiu utilitzats en la indústria de la refineria del sucre:

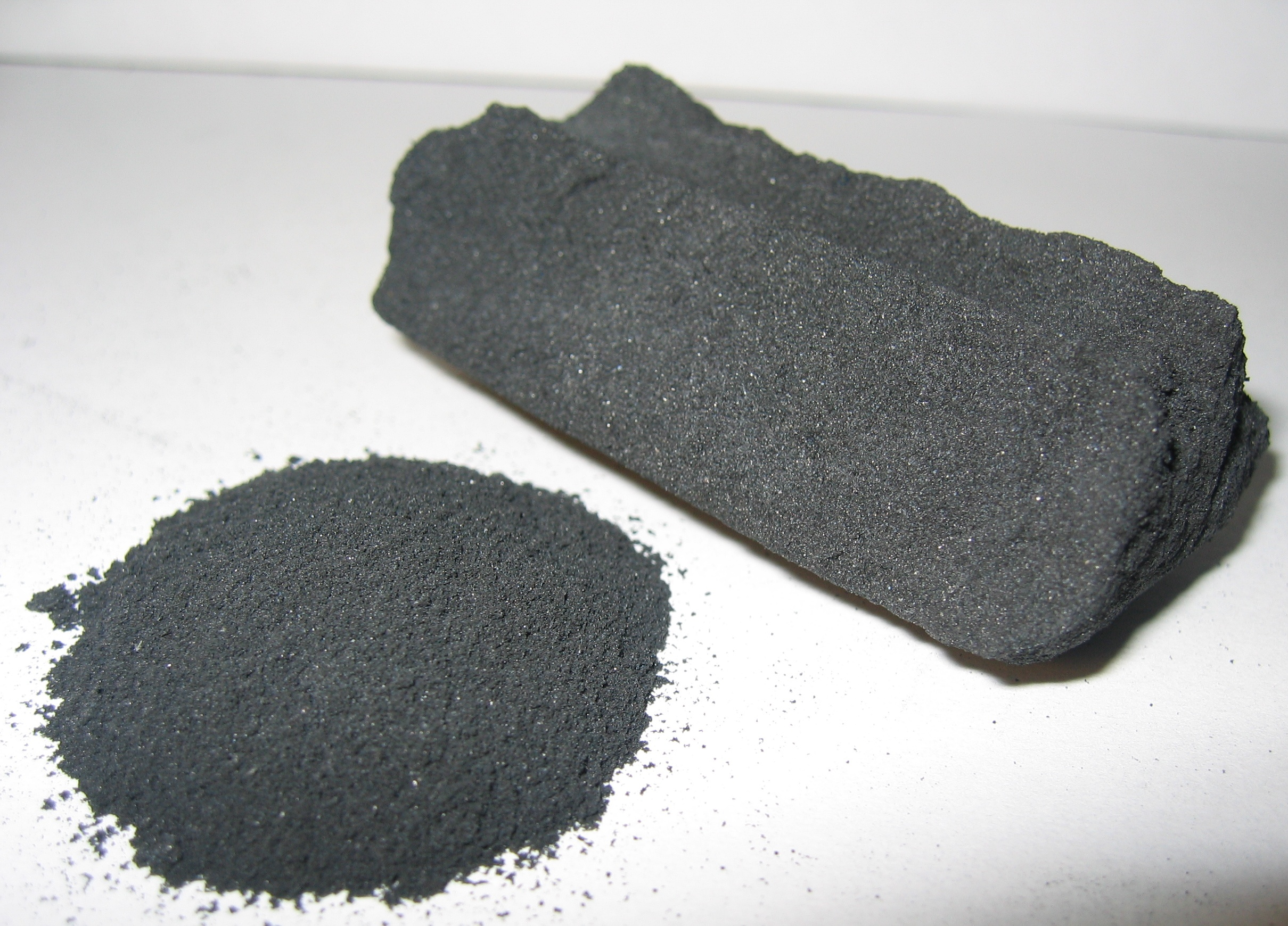
Carbó activat

- Carbó activat d'os o carbó d'animal: aquest va ser el primer en utilitzar-se amb els fins descrits anteriorment. Inicialment, es barrejaven ossos de bou que s'havien cremat prèviament amb el líquid, avui en dia es deixa fluir el líquid per l'interior.

- Carbons activats granulats: aquests son una alternativa que s'obté a partir de materials vegetals com fusta, closques de coco i nous, motiu pel qual es consideren una opció més sostenible. A més a més, presenten propietats d'adsorció tan bones com les dels carbons d'origen animal. Solen ser en forma granulada i s'utilitzen en forma de llit per sobre del qual circula el líquid a tractar.

- Carbons activats en pols: l'origen d'aquest material també pot ser vegetal i es troba en forma de partícules molt més petites que els dos anteriors ja que passa per processos de trituració. Aquest carbó es barrejarà directament amb el licor i se separarà posteriorment per filtració, eliminant així les impureses que haurà adsorbit.

Els polímers o resines sintètiques són una alternativa més econòmica que el carbó actiu en termes d'energia, volum de l'equip, mà d'obra, manteniment i pèrdua de producte. Poden ser tant adsorbents com d'intercambi iònic, i aquestes últimes es poden compondre principalment de dos compostos:
- Resines acríliques: tenen una menor capacitat per captar tots els compostos que es volen eliminar però poden aguantar una major càrrega de contaminants sense fer-se malbé. A més a més, poden ser completament regenerades després del seu ús.
- Resines d'estirè: la capacitat per decolorar el d'aquestes resines és major que la de les acríliques donat que poden fixar colorants a través d'enllaços iònics. D'altra banda però, també són més propences a obturar-se i fer-se malbé i necessiten ser utilitzades amb més cura.

Amb el temps, s'ha determinat que la manera més òptima d'utilitzar aquestes resines d'intercanvi iònic és combinant-les, passant primer el licor per les resines acríliques per netejar una gran part dels contaminants, i posteriorment aplicant les resines d'estirè, que seran capaces de netejar els contaminants restants sense obturar-se tant gràcies a la prèvia neteja del gruix més gran d'agents colorants.

### Filtració

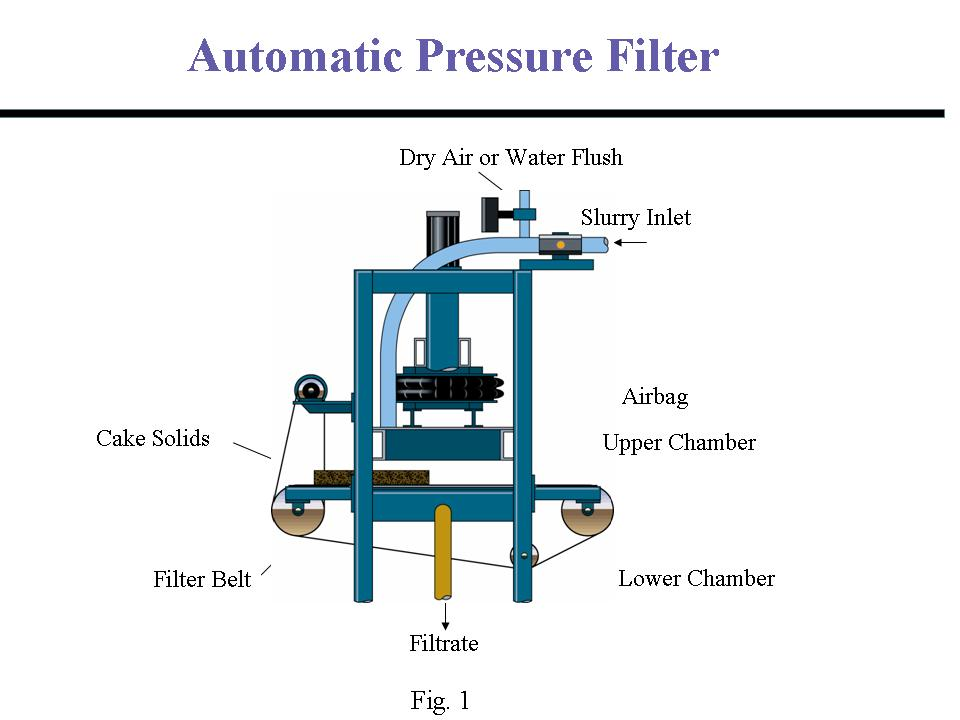
Filtre a pressió on "Cake solids" són les impureses i "Filtrate" és el líquid refinat.

Aquesta és la última etapa dedicada a la separació del producte final d'altres agents indesitjats. El licor clarificat i decolorat es bombeja a través d'un sistema de filtres que seran els encarregats de retenir les impureses sòlides que puguin quedar encara. Aquest sistema de filtrat poden ser filtres de premsa, filtres al buit o per pressió, i s'escull un tipus o altre de sistema depenent de la capacitat de producció i els requisits específics de la instal·lació. Els dos mètodes són de tipus líquid-sòlid, i les impureses sòlides es queden retingudes en els filtres deixant el líquid ara ja si net d'impureses. Serà en aquest pas que es recuperarà la pols de carbó actiu en cas d'haber estat aquest el mètode de decoloració.

### Evaporació
En l'etapa de vaporització es parteix d’un licor amb una alta concentració d’aigua (un 75-85% d'aigua) i durant aquest procés se'n reduieix la quantitat per obtenir un licor més concentrat, passant d’una textura líquida a una de sirop.
En aquesta fase, com en qualsevol evaporació, es tracta d'augmentar la temperatura del substrat, del qual es vol extreure l'aigua, per tal que aquesta comenci a evaporar-se més ràpidament del que succeeix a temperatures baixes. El fenomen d'evaporació es dona a qualsevol temperatura sense necessitat d'arriabar al punt d'ebullició ja que només passa a vapor l'aigua superficial, però augmentat aquesta puja la velocitat del procés.Això permet que l'aigua (que té una temperatura d'ebullició inferior a l'altre producte, la sacarosa en aquest cas) comenci a evaporar-se abans, aconseguint així separar les dues substàncies. i concentrar el producte. Per tal de facilitar aquest procés no només es pujarà la temperatura, sinó que també es pujara la pressió, ja que una pressió superior aumenta la temperatura del gas.
Com que en una evaporació només es pot extreure una quantitat limitada d'aigua, el procés es dut a terme en serie, és a dir, en un conjunt d'evaporadors seguits l'un del altre. Així, s'anirà reduint la concentració d'aigua a mesura que el producte vagi avançant per ells, aconseguint així a un major rendiment del proces.

### Cristal·lització

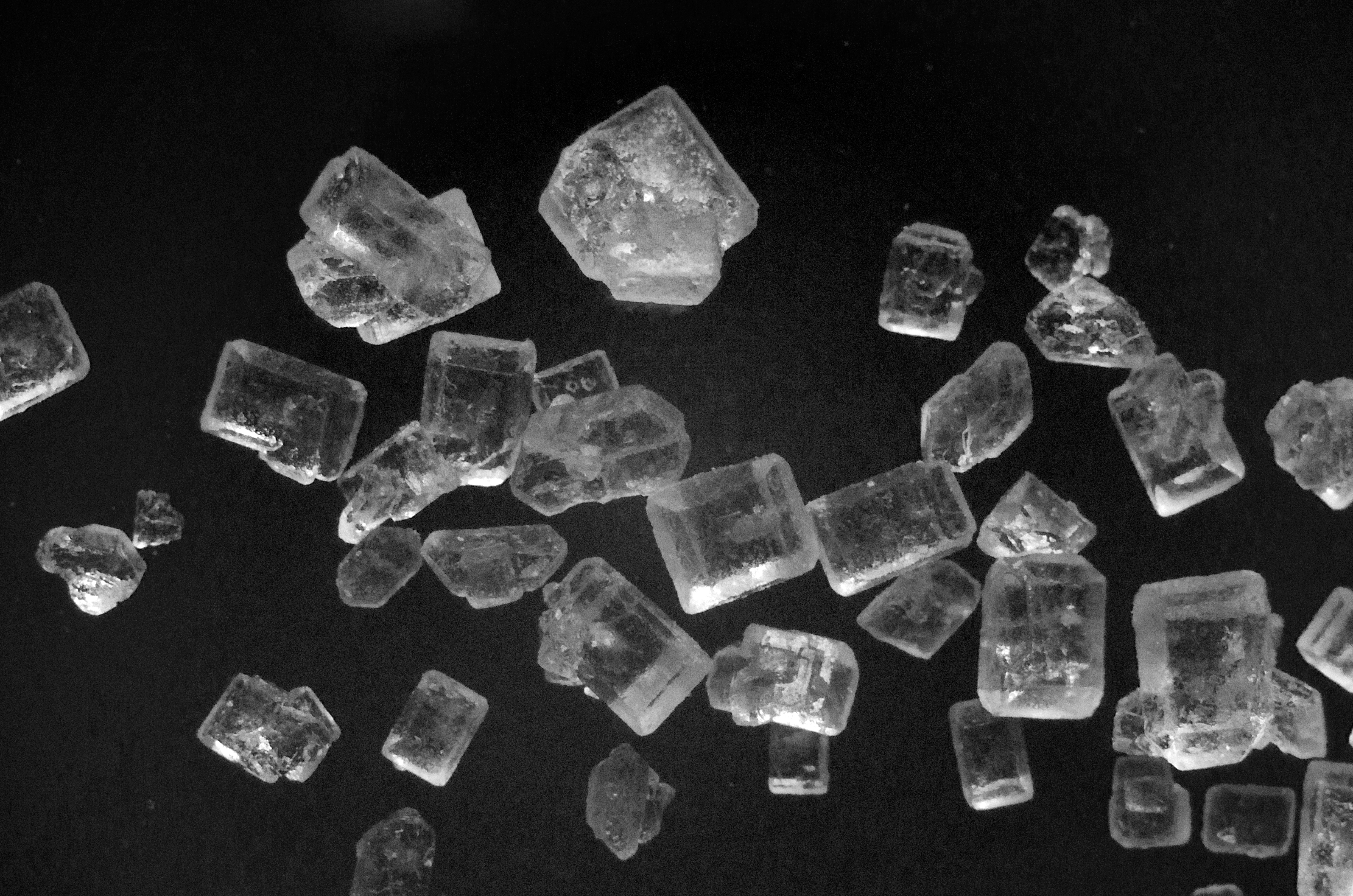
Cristalls de sacarosa

El procés de cristal·lització es en el que s'aconsagueixen els cristalls de sacarosa gràcies a un proces d'ebullició, que consta d'un augment de la temperatura i de la pressió. Aquest pas, a diferencia del anterior, si que es puja la temperatura fins arrivar al punt d'ebullició per aconseguir la formació dels cristalls gràcies a l'eliminació de l'aigua. Per agilitzar el procés, es fa en contenidors al buit ja que permeteix un augment de la pressió disminuint el punt d'ebullició, permetin arribar a aquest amb un menor consum d'energia. El procés de crital·lització dura entre una i dues hores, pero s'ha d'anar extraient mostres del contanidor per mirarles atraves d'un microscopi i veure així la seva mida. S'haura de deixar cristalitzant fins que la mida sigui la desitjada i adequada per el producte.
Duran aquesta fase, no tot el material podra cristal·litzar-se, el producte restant s'anomena melassa i és considerat un residu degut a la quantitat generada, tot i que es un aliment consumible. Aquest es comercialitzat comercialitzat ja que s'utilitza per partiseria i per la producció de rom.
Aquesta etapa del tractament es considerada de gran importancia a l'hora dobtenir un sucre refinat de bona qualitat.

### Centrifugat
Aquesta etapa es tracta de l'ultima del proces de refinament de sucre. La centrifugació es un proces on la força centrifuga empeñ els productes separant-los segons la seva densitat. En aquest s'utilitza una centrifuga d'afinació com en el primer pas del refinament del sucre. Aquest proces es repeteix tres cops per obtenir els cristalls de sacarosa el mes purs possibles.
En aquest pas es busca la separació fisica del cristalls obtinguts en el procés explicat anteriorment de les restes de liquid que quedin, com la melassa, aigua o sirops.

### Recuperació
En aquesta fase, els xarops excedents dels processos d'afinitat i cristal·lització es cristal·litzen en quatre bullides successives, fins que s'obté la melassa, de la qual no és econòmicament possible extreure més sacarosa.

## Melassa

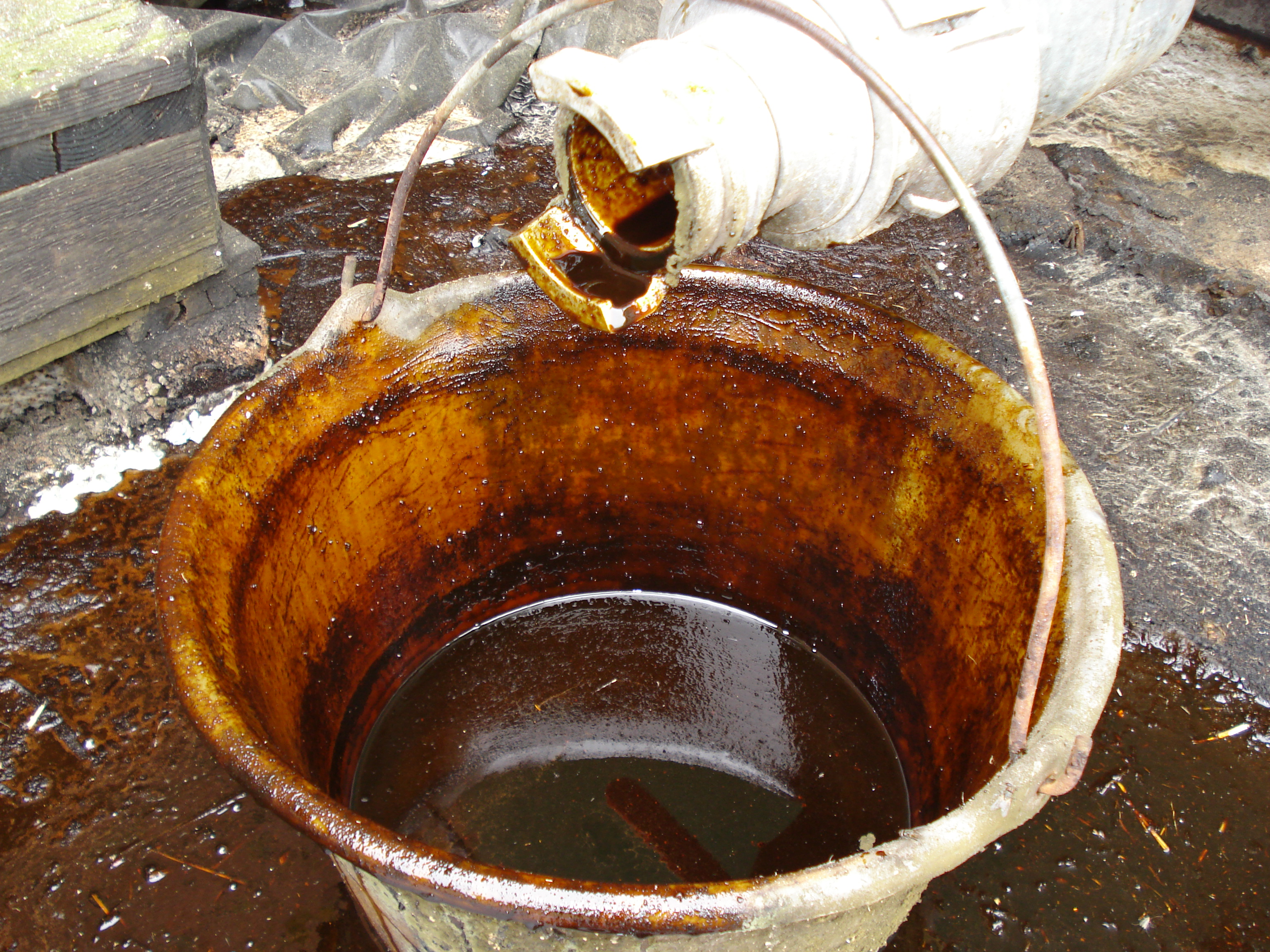
Melassa utilitzada com additiu de pinso.

Com s'ha dit abans, es tracta d'un subproducte de la producció de sucre. Té un color marró fosc, i té la consistència d'un líquid dens. La seva densitat oscil·la entre 1,3 i 1,4 g/mL i normalment té un pH que oscil·la entre 5 i 5,8.
Un dels usos més comuns de la melassa és en l'alimentació animal: independentment del seu origen, la melassa es considera un aliment energètic, a causa del seu alt contingut en sucres fàcilment fermentables. A més, també és ric en sals minerals.
Els baixos costos permeten que sigui un aliment molt popular, com a substitut parcial dels cereals en les formulacions de pinsos i en les racions per a moltes espècies d'interès zootècnic.
També és uilitzat com a font de carboni en l'alimentació de bioreactors per a que creixin els microorganismes ja sigui destinats a producció d'un producte o per ser utilitzats per bioremediar nitrogen, sofre o d'altres contaminants. Aquesta aplicació propicia un model d'economia circular en el que, en aquest cas la melassa, que és considerada un residu per la indústria del sucre, pot ser utilitzada com a aliment per a una altra indústria, que reduirà costos al no requerir un altre substrat que huaria d'adquirir expressament.

## Impacte ambiental i social

### Impacte ambiental
La producció de sucre té efectes importants en el sòl, l'aire i l'aigua; aquest impacte és més prominent en els ecosistemes tropicals que estan prop de l'equador.

#### Sòl - cultiu de canya de sucre

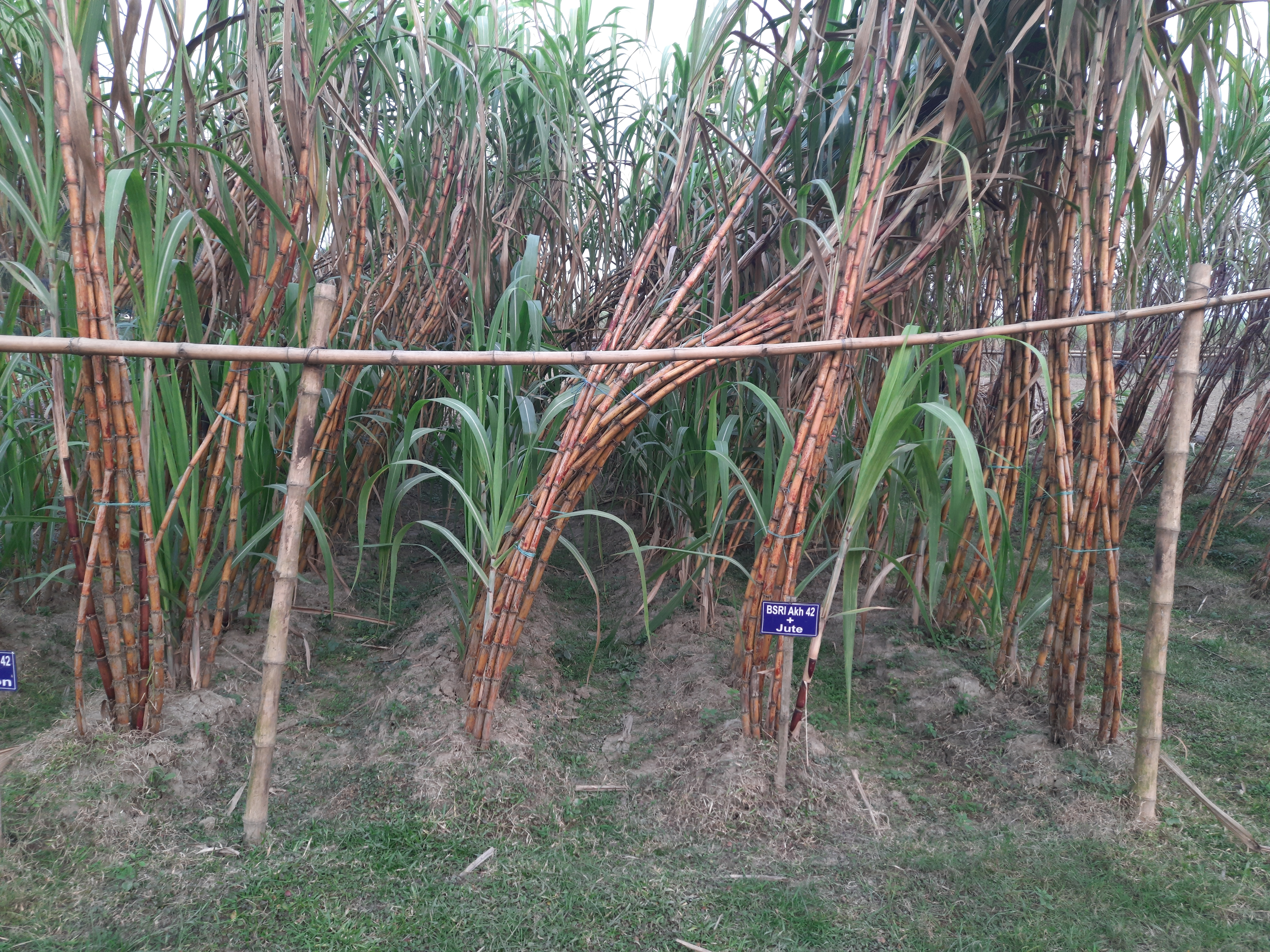
cultiu de canya de sucre en Bangladesh.

El cultiu de canya de sucre és un gran negoci; la canya de sucre és el cultiu més gran, amb més de 60 milions d'hectàrees de terra, a tot el món. Brasil és el principal productor mundial de canya de sucre, amb la planta de canya de sucre ocupant les zones on abans hi havia el bosc tropical. La canya de sucre és una gran causa de desforestació, danyant especialment les zones de selva tropical, causant l'erosió del sòl. Aquest dany es deu a l'ús de molta aigua i terra per part de la planta. A causa d'això, hi ha una important pèrdua de biodiversitat.
La salut del sòl també es pot veure afectada negativament degut a l'aplicació insostenible d'agroquímics (plaguicides i fertilitzants), la crema pre i postcollita i l'ús d'equips pesats. Aquests efectes es van agreujant any rere any a causa d'una tremenda taxa de producció de sucre.

#### Aire: emissions de gas d'hivernacle
La desforestació és una font de diòxid de carboni; a més, la producció de canya de sucre pot generar emissions de gasos d'efecte hivernacle a causa de la pràctica de la crema del camp.
La crema de precollita també és perillosa per a la salut dels treballadors i en general per a la salut de les comunitats, ja que pot provocar l'emissió de gasos que posteriorment respirarant els treballadors i les persones que viuen en comunitats veïnes. Produeix matèria particulada fina que s'associa amb un major risc de mortalitat.

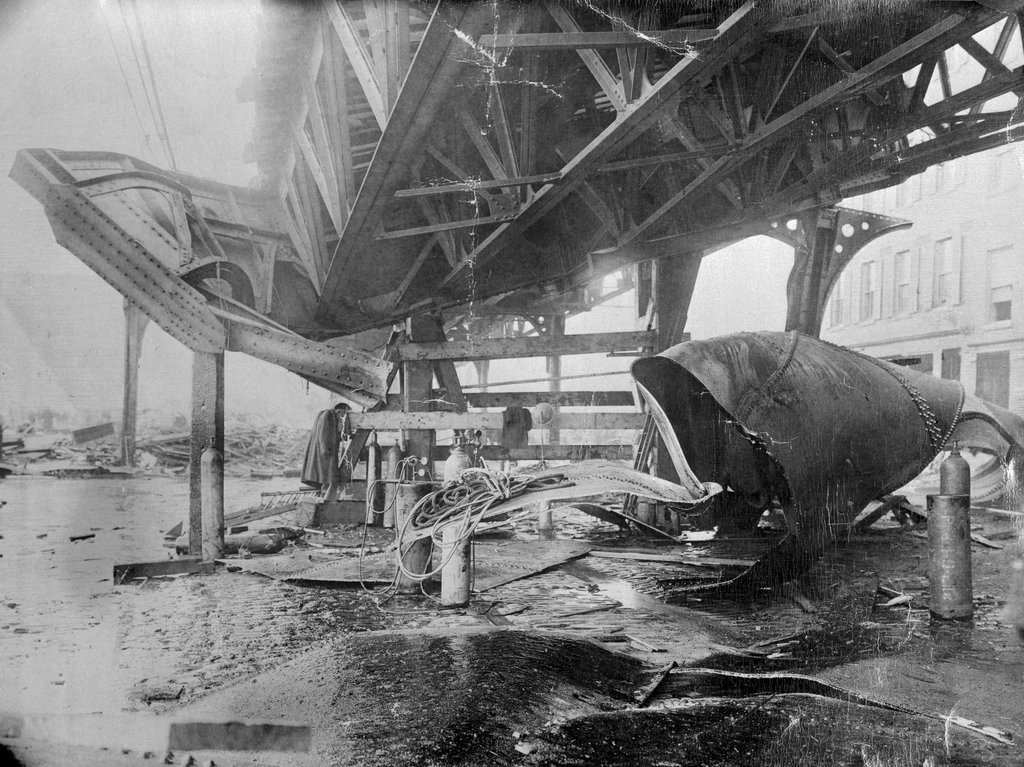
El desastre de melassa de Boston, 1919.

#### Aigua: vessament de melassa
Durant el transcurs de la història s'han produït vessaments de melassa a l'oceà; els més notables són:
- Vessament de melassa d'Honolulu, el setembre de 2013;
- El desastre de la melassa de Boston, el 15 de gener de 1919.

L'abocament de melassa és realment perillós, perquè la seva densitat és mortal per a la vida marina del port.
El vessament de melassa es pot comparar amb els vessaments de petroli, però és menys perillós perquè el sucre de la melassa pot ajudar a restaurar el port al seu estat anterior: un vessament de melassa es pot netejar més ràpidament mitjançant processos naturals. Els bacteris poden digerir sucre; com que la melassa és rica en matèria orgànica, això millora les taxes de creixement i la presència dels bacteris, de manera que els bacteris poden actuar com a indicador per a la neteja i es poden utilitzar també per remeiar els vessaments.

### Impacte social
La producció de canya de sucre i les indústries de refinat de sucre contribueixen enormement a l'economia, donant feina a un gran nombre de treballadors. No obstant això, hi ha alguns aspectes negatius relacionats amb ells.

#### Bonificació del treball infantil i del deute
La producció de canya de sucre s'ha associat amb una sèrie de violacions dels drets humans, com el treball infantil, el treball forçat/obligat, el tràfic d'éssers humans, la compensació inadequada, els drets restringits a l'associació i la manca de contractes per als treballadors.

#### Condicions de treball pobres
S'han registrat males condicions de treball en la producció de canya de sucre i en les indústries de transformació de sucre, com ara males condicions de vida i de treball per als empleats, falta de salaris justos, falta d'equips de protecció i exposició a agroquímics.

## Futures innovacions tecnològiques
Una de les aproximacions tecnològiques actuals per optimitzar el procés de refinament i, per tant, la producció de sucre és la millora genètica del material de partida, és a dir, la canya de sucre. Amb aquesta pràctica el que es pretendrà serà obtenir línies de canya de sucre amb unes propietats més desitjables i uniformes com: la quantitat i qualitat del sucre, la morfologia, la qualitat de les llavors..., aconseguint així tenir una plantació de canya de sucre uniforme i amb les característiques més interessants potenciades i estabilitzades.
Aquesta selecció genètica es duu a terme amb tècniques de sistemes de partenogènesis haploide, un prcés biològic pel qual una cèl·lula sexual femenina, un oòcit, es desenvolupa sense ser fertilitzat, és a dir, es forma un embrió a partir d'una única cèl·lula. Això condueix a la creació d'individus que tenen la meitat del nombre normal de cromosomes, cosa que es coneix com a ploïdia haploide. En el context de la millora genètica en la indústria sucrera, el que es busca aconseguir amb aquesta tècnica és multiplicar aquelles plantes individuals que tinguin les característiques més interessant, accelerant així la selecció dels trets favorables.
També hi ha empreses que aposten per una aproximació més tecnològica amb la finalitat d'automatitzar el procés amb informació en directe de les etapes del procés per una maximització del procés i amb l'objectiu de reduir la despesa energètica i conseqüentment les emissions de diòxid de carboni i l'impacte sobre el medi ambient. En general, els objectius que s'afronten són una reducció del consum d'energia, reduir la quantitat de material que s'utilitza, incrementar la qualitat i uniformitat del producte i maximitzar la traçabilitat del material.

## Producció i consum
La producció de sucre comença amb la sembra i recolecta de canya de sucre, el cultiu de la qual és típic de climes tropicals com es troben a Àsia i Llatinoamerica. Per aquest motiu el gruix més gran de la indústria productora se centra en països com el Brasil i Tailàndia, els quals lideren el mercat de productors de sucre refinat.
En quant al consum de sucre, es troben regions com l'Índia (29,5 milions de tones), Europa (17 milions de tones) i la Xina (15,5 milions de tones) com a majors consumidors.
A Espanya el consum de sucre per any oscil·la entre el 200 i els 150 milions de kg, amb una tendència reduir el consum a causa dels problemes de salut que pot causar. Si es mira concretament el cas de Catalunya, la importació de sucre ha augmentat per la falta d'oferta local.